# Edin Junuzović
Edin Junuzović (ur. 28 kwietnia 1986 w Rijece) – chorwacki piłkarz grający na pozycji napastnika. Od 2020 zawodnik klubu FK Buxoro. Posiada także obywatelstwo bośniackie.

## Życiorys

### Kariera klubowa
Edin Junuzović w kategoriach juniorskich występował w barwach klubu NK Orijent Rijeka. W latach 2004–2006 był zawodnikiem chorwackiego klubu NK Orijent Rijeka. 1 lipca 2006 podpisał kontrakt z HNK Rijeka. W klubie tym zagrał w dwóch meczach ligi Prva NHL. Od lipca do grudnia 2007 był wypożyczony do NK Novalja. 1 stycznia 2008 podpisał kontrakt ze słoweńskim klubem NK Celje, z którego w lutym tego samego roku został wypożyczony do końca rundy wiosennej sezonu 2007/2008 do NK Krško. Po zakończeniu okres wypożyczenia, w czerwcu 2008 roku, powrócił do NK Celje, z którego miesiąc później został sprzedany do klubu NK Rudar Velenje za kwotę 70 tysięcy euro. W drużynie tej w rundzie jesiennej sezonu 2008/2009 zagrał w 18 meczach słoweńskiej Prvej ligi, w których zdobył 13 bramek, co pozwoliło mu zająć 3. miejsce w klasyfikacji strzelców bramek w tym sezonie w rozgrywkach tej ligi. 1 stycznia 2009 został sprzedany do rosyjskiego klubu Amkar Perm za kwotę miliona trzystu tysięcy euro. W klubie tym w sezonie 2009 zagrał w 4 meczach Priemjer-Ligi. Od kwietnia do grudnia 2010 został wypożyczony do Dinama Briańsk. W sezonie 2010 w barwach tego zespołu wystąpił w 28 spotkaniach Pierwyjego diwizionu, w których strzelił 9 goli. 1 stycznia 2011 został sprzedany z Amkara Perm do Dinama Briańsk, w którym w sezonie 2011/2012 zagrał w 32 meczach ligowych (na tym samym szczeblu rozgrywek, co sezon wcześniej), w których zdobył 6 bramek. 1 stycznia 2012 został zawodnikiem kazachskiego klubu Żetysu Tałdykorgan, grającego w kazachskiej Priemjer Ligasy; bez odstępnego. W jego barwach rozegrał 34 mecze ligowe, w których strzelił 12 goli.
Następnie był zawodnikiem klubów: Ordabasy Szymkent (2013–2014),  koreańskiego Gyeongnam FC z K League 1 (2014–2015, bez odstępnego), Kajsar Kyzyłorda (2015, bez odstępnego), Ordabasy Szymkent (2015–2016, bez odstępnego), NK Rudar Velenje (2017–2018), irackiego Al-Mina'a SC (2018–2019, bez odstępnego) i omańskiego Al-Nasr Salala (2019–2020, bez odstępnego).
23 lutego 2020 podpisał kontrakt z uzbeckim klubem FK Buxoro, umowa do 31 grudnia 2020; bez odstępnego.